# Cộng hòa Peščenica

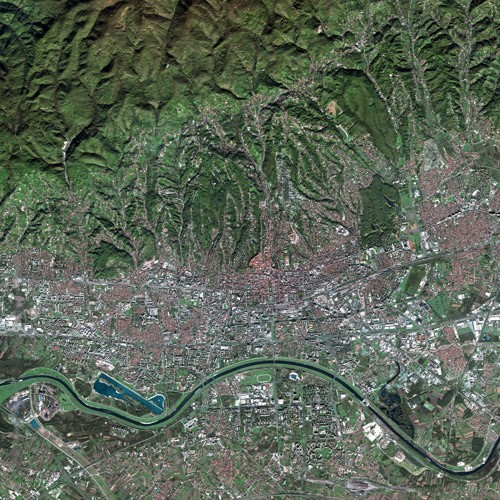
Ảnh vệ tinh của Zagreb. Peščenica nằm ở phía bắc sông Sava, giống như một mảng lớn hình chữ nhật màu trắng, về phía bắc so với vật thể lớn màu trắng bên cạnh sông.

Cộng hòa Peščenica (tiếng Croatia: Republika Peščenica) là một dự án châm biếm-vi quốc gia của Željko Malnar, một người Croatia. Dự án được đặt tên theo khu phố Peščenica ở Zagreb. Vùng lân cận ở phía bắc của thành phố (về phía bắc từ sông Sava), về phía đông nam từ trung tâm thành phố.
Các sự kiện được phát sóng trên chương trình truyền hình Noćna mora, vào các ngày thứ Bảy từ 22:00 cho đến sáng hôm sau trên Z1 và được truyền qua vệ tinh. Các sự kiện đã được mô tả trong một phiên bản ngắn trong chuyên mục của Malnar trên tạp chí Globus từ Zagreb.
Trong một thời gian ngắn, các phiên bản rút gọn (và được kiểm duyệt) của các chương trình trước đó đã được phát sóng trên kênh truyền hình quốc gia Croatia vào tháng 5 năm 2007 (với tên gọi "Privremeni tjednik"; chỉ có năm tập).

## Biểu hiện văn hóa
- Dora Noćna mora, cuộc thi bài hát (nhại lại cuộc thi kiểm tra trình độ Eurovision của Croatia; tên có vần điệu, ghép từ Dora và Noćna mora, tựa đề của chương trình truyền hình)[1]